# Partula thetis
Partula thetis је пуж из реда Stylommatophora и фамилије Partulidae. 

## Угроженост
Ова врста је крајње угрожена и у великој опасности од изумирања.

## Распрострањење
Палау је једино познато природно станиште врсте.

## Станиште
Врста Partula thetis има станиште на копну.